# 신방현
신방현(申邦鉉, 1891년 공주 ~ 1973년 12월 7일)은 대한민국의 정치인이다.

## 역대 선거 결과
|  | 25.47% |

|  | 15.70% |

## 참고 자료
- 《대한민국 의정총람》, 국회의원총람발간위원회, 1994년
- 신방현 - 대한민국헌정회